# Sibérie m'était contéee
Sibérie m'était contéee és el quart disc en solitari d'en Manu Chao, antic cantant i líder de la banda hispano-francesa Mano Negra. Publicat l'any 2004, anava acompanyat d'un llibre amb il·lustracions del dibuixant francès Wozniak.

## Llista de cançons
1. Le p'tit jardin
2. Petite blonde du bld Brune
3. La valse à Sale Temps
4. Les mille Paillettes
5. Il faut manger
6. Helno est mort
7. J'ai besoin de la lune
8. L'automne est làs
9. Si loin de toi je to joue
10. 100 000 remords
11. Trop tot' trop tard
12. Te tromper
13. Madame Banquise
14. Les rues de l'Hiver
15. Siberie fleuve amour
16. Les petites Planètes
17. Te souviens tu
18. J'ai besoin de la lune
19. Dans mon jardin
20. Merci bonsoir
21. Fou de toi
22. Les yeux turquoise
23. Siberie